# Sofonjáš
Sofonjáš (hebrejsky צְפַנְיָה, Cefanja‎), v českých překladech Bible přepisováno též jako Sofoniáš či Sefanjáš, je jméno starozákonního proroka, který napsal stejnojmennou knihu. Jméno se vykládá jako „Ukryl Hospodin“. Na základě genealogie uvedené v knize Sofonjáš je možné se domnívat, že prorok je pravnukem Chizkijáše, význačného panovníka judského království. Samotný prorok se svým poselstvím vystoupil za vlády judského krále Jóšijáše, a to ještě před provedením Jóšijášovy náboženské reformy. Časově lze tedy Sofoniášovo prorocké vystoupení klást zhruba do 30. a 20. let 7. stol. př. n. l. Místem jeho působení bylo zřejmě hlavní město království – Jeruzalém. V Talmudu můžeme číst, že za oněch „časů přinášela lidu Boží slovo trojice proroků, dva muži a jedna žena. Sofonjáš navštěvoval učebny, Chulda se scházela se ženami a Jeremjáš chodil na trhy.“ Abraham Zacuto ve své Knize genealogií uvádí, že Sofonjáš převzal ústní Tóru od proroka Abakuka, což bylo podle něj 15. převzetí tradice předávané mezi proroky a celkové 19. převzetí tradice předávané mezi největšími židovskými náboženskými učenci od Sinaje, a ústní Tóru poté předal Jeremjášovi.
Sofonjáš, respektive jeho kniha, je řazen mezi tzv. malé proroky.